# Batalha de Kalamata

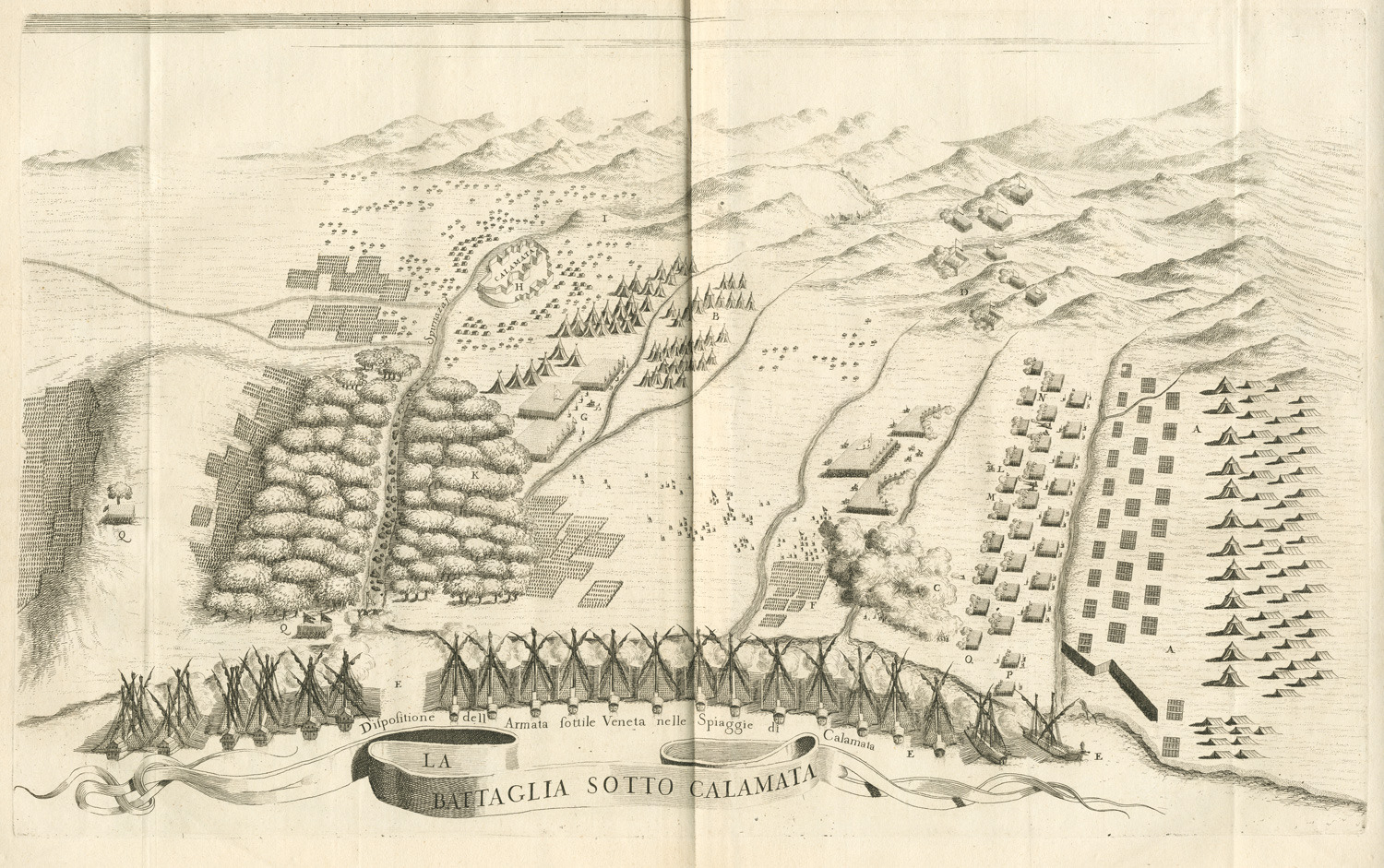
Batalha de Kalamata

A Batalha de Kalamata ocorreu em 14 de setembro de 1685 entre o exército expedicionário da República de Veneza no Moreia, liderado por Hannibal von Degenfeld, e as forças do Império Otomano, comandadas pelo capitão paxá. A batalha terminou em vitória veneziana, permitindo aos venezianos completar a conquista da Península do Mani, consolidando sua posição no sul do Moreia.

## Antecedentes
Kalamata é mencionada desde o século XII e possuía um castelo, que se tornou sede de uma importante baronia do Principado da Acaia após 1205, durante o período franco. Durante a conquista otomana da Moreia entre 1458-1460, Kalamata passou para o domínio veneziano, mas foi perdida para os otomanos durante a Guerra Otomano-Veneziana (1463-1479). Em 1659, durante a guerra otomano-veneziana pela Creta, numa tentativa de distrair a atenção otomana do Cerco de Candia, o comandante veneziano Francesco Morosini desembarcou em Kalamata, sendo acompanhado pela população local insatisfeita, incluindo Maniotas e Arvanitas. Os otomanos se retiraram sem oferecer muita resistência: o castelo foi saqueado e os habitantes da cidade foram levados pela frota veneziana para servir como remadores em suas galeras, mas a empreitada, como todas as incursões semelhantes instigadas por Morosini na época, não teve grandes repercussões, pois os venezianos não conseguiram manter as áreas isoladas e expostas que capturaram.
Em março de 1684, com o Império Otomano sofrendo os efeitos da derrota na Batalha de Viena e suas forças militares envolvidas em uma guerra custosa com o Império Habsburgo e a Polônia, Veneza uniu-se à Santa Liga anti-otomana com o objetivo de conduzir uma campanha paralela na Grécia, e assim vingar-se pela perda recente de Creta. As ações iniciais do conflito na Grécia resultaram na captura de Santa Maura (Lefkada) e da fortaleza continental de Preveza em 1684, mas o principal objetivo de Francesco Morosini, recentemente nomeado comandante-chefe veneziano, era capturar todo a Moreia como compensação pela perda de Creta. Com base em suas experiências de 1659, ele esperava assistência da população nativa, que mostrava sinais de revolta. Isso era especialmente verdadeiro para os Maniotas, que ressentiam-se da perda de privilégios e autonomia, incluindo o estabelecimento de guarnições otomanas em fortalezas locais, que haviam sofrido devido à sua colaboração com os venezianos durante a Guerra de Creta. Os Maniotas iniciaram negociações com os venezianos, mas os otomanos os anteciparam: na primavera de 1685, o serasker (comandante-chefe otomano) da Moreia, Ismail Paxá, invadiu a Península do Mani e forçou a população local a submeter-se, entregando seus filhos como reféns. Como resultado, quando a frota de Morosini se aproximou da Moreia em junho de 1685, enviados maniotas encontraram-se com Morosini e pediram para ele não desembarcar em Mani, alertando que os Maniotas não se revoltariam até que os venezianos tivessem tomado uma grande fortaleza como base de operações e refúgio para seus aliados locais. Morosini escolheu a fortaleza de Coron (Koroni) como seu primeiro alvo, situada do outro lado do Golfo Messeniano em relação a Mani. Após derrotar os esforços de socorro otomanos e um cerco de 49 dias, Coron foi capturada em 11 de agosto, e sua guarnição massacrada.

## Batalha
Na fase final do cerco, 230 Maniotas sob o comando do nobre Zakynthian Pavlos Makris participaram, e logo Mani se revoltou, encorajada pela presença veneziana em Coron, e sitiou as guarnições otomanas nos castelos de Zarnata e Kelefa. Divididos por ciúmes e rivalidades mútuas, os Maniotas mostraram-se ineficazes, e Morosini foi forçado a enviar navios e homens para ajudá-los e motivá-los a perseguir os cercos de forma mais determinada e interromper o reabastecimento das guarnições pelo mar. Zarnata rendeu-se em 10 de setembro, e sua guarnição de 600 homens recebeu salvo-conduto para Kalamata, onde o Kapudan Paxá havia desembarcado um exército de seis mil infantaria e dois mil sipahi de cavalaria, estabelecendo um acampamento entrincheirado entre o Castelo de Kalamata e a foz do Rio Nedon. Morosini pediu ao Kapudan Paxá para render Kalamata, mas ele recusou. Enquanto isso, o exército original veneziano na Moreia, com cerca de 8 200 homens — 3 100 mercenários venezianos e 1 000 Schiavoni, 2 400 soldados contratados do Ducado de Brunswick-Lüneburg, 1 000 homens fornecidos pelos Cavaleiros Hospitalários de Malta, 400 tropas Papal e 300 homens do Grão-Ducado da Toscana — foi reforçado com a chegada de 3 300 saxões e colocado sob o comando do general Hannibal von Degenfeld.
Quando Degenfeld realizou um conselho de guerra, ele e a maioria de seus comandantes consideraram que o acampamento otomano era forte demais para ser assaltado, e uma opinião aconselhando contra um ataque foi enviada a Morosini. No entanto, o Duque Maximiliano Guilherme de Brunswick-Lüneburg, que comandava o contingente Hanoveriano, se opôs a essa visão, instando o conselho a simplesmente implementar as ordens de Morosini para atacar o exército otomano. Isso convenceu Degenfeld, que deu a ordem de ataque. O exército veneziano foi disposto em linha a leste do acampamento otomano, com os Schiavoni na vanguarda, os Hanoverianos à direita, os Venezianos no centro, e os Saxões à esquerda. O exército veneziano foi apoiado por duas baterias de campo, enquanto as galeras da frota veneziana, posicionadas ao longo da costa entre o acampamento veneziano e os olivais na foz do Nedon, forneceram suporte adicional de artilharia. Além disso, a frota deveria simular um desembarque na costa mais a oeste, para distrair os otomanos.
A batalha começou ao amanhecer de 14 de setembro, com ambos os lados avançando. À direita veneziana, os sipahis otomanos deslocaram-se para as colinas para esperar os Hanoverianos, mas as alturas foram capturadas pelos aliados Maniotas dos venezianos. À esquerda, os sipahis foram repelidos pelos Saxões, e os venezianos avançaram ao longo de toda a linha de frente, fazendo com que os otomanos recuassem pela cidade, com os Maniotas em perseguição próxima. Cautelosos de uma possível armadilha, os comandantes venezianos subiram uma colina com vista para o castelo e a cidade para verificar a retirada otomana, que se tornou evidente quando os otomanos incendiaram seus depósitos de suprimentos e munições.
Após a batalha, os venezianos demoliram o castelo, que foi julgado obsoleto numa era de guerra com artilharia, e já havia sofrido consideráveis danos das munições otomanas que explodiram. Seus canhões foram removidos, as casas da guarnição dentro de suas muralhas foram incendiadas, e seus portões e bastiões destruídos.